# Michael Frontzeck
Michael Frontzeck (Mönchengladbach, 23 de março de 1964) é um ex-futebolista e técnico de futebol alemão que atuava como lateral-esquerdo.

## Carreira
Frontzeck jogou a maior parte de sua carreira no Borussia Mönchengladbach, onde chegou em 1979 para atuar nas categorias de base. Promovido em 1982, realizou 190 partidas e marcou 17 gols até 1989. Neste ano, assinou com o VfB Stuttgart, onde atuou em 163 jogos.
Passou ainda por Bochum (1994-95, 28 jogos e 2 gols), Borussia Mönchengladbach (segunda passagem em 1995, 8 partidas) e Manchester City (1995-97, 23 jogos), única equipe não-alemã onde jogou, mas sem êxito. Reergueu-se no SC Freiburg, onde atuou entre 1997 e 1999, até encerrar sua carreira em 2000, depois de realizar 40 jogos em sua terceira passagem pelo Borussia Mönchengladbach.

## Treinador
Após exercer funções de auxiliar-técnico no Mönchengladbach e no Hannover 96 entre 2000 e 2005, Frontzeck estreou como técnico em setembro de 2006, no Alemannia Aachen, onde não conseguiu evitar a queda do time para a segunda divisão e optou em sair ao final da temporada.
Comandou ainda o Arminia Bielefeld entre 2008 e 2009 (53 jogos), o Borussia Mönchengladbach, entre 2009 e 2011 (61 partidas) e o St. Pauli, entre 2012 e 2013 (41 partidas) antes de permanecer o ano de 2014 desempregado.
Em abril de 2015, Frontzeck retomou a carreira de técnico ao ser contratado pelo Hannover 96 para tentar evitar o rebaixamento do clube à segunda divisão, substituindo Tayfun Korkut. Mesmo com a derrota por 2 a 1 para o Hoffenheim, o Hannover manteve-se na elite do futebol alemão, e o ex-lateral esquerdo foi efetivado no comando técnico da agremiação.

## Seleção
Frontzeck estreou pela então Alemanha Ocidental em 1984, mas não foi convocado para as Copas de 1986 e 1990, nem para a Eurocopa de 1988.
A única competição internacional disputada por ele foi a Eurocopa de 1992, onde a Alemanha foi vice-campeã. Com a camisa do Nationalelf, o lateral-esquerdo atuou em 19 jogos.